# Satellite Awards 2020
Bei der 25. Verleihung der Satellite Awards, die die International Press Academy (IPA) jedes Jahr in verschiedenen Film-, Fernseh- und Medienkategorien vergibt, wurden Filme und Serien des Jahres 2020 geehrt.
Die Nominierungen wurden am 1. Februar 2021 bekanntgegeben, die Gewinner am 15. Februar 2021.

## Sonderauszeichnungen
- Auteur Award (für eine einzigartige Kontrolle über die Filmproduktionselemente) – Emerald Fennell für Promising Young Woman
- Humanitarian Award (für wohltätige Leistungen in der Filmbranche) – Mark Wahlberg
- Mary Pickford Award (für herausragende Beiträge zur Unterhaltungsbranche) – Tilda Swinton
- Nikola Tesla Award (für innovative Leistungen in der Filmproduktion) – Dick Pope
- Bester Erster Film (Best First Feature) – Channing Godfrey Peoples für Miss Juneteenth
- Stunt Performance Award – Gaëlle Cohen

## Gewinner und Nominierte im Bereich Film
| Film                                            | N  | A |
| ----------------------------------------------- | -- | - |
| Mank                                            | 11 | 3 |
| One Night in Miami                              | 9  | 0 |
| Nomadland                                       | 8  | 3 |
| The Trial of the Chicago 7                      | 7  | 2 |
| Minari – Wo wir Wurzeln schlagen                | 7  | 0 |
| The Father                                      | 6  | 1 |
| The Midnight Sky                                | 5  | 1 |
| Tenet                                           | 5  | 1 |
| Ma Rainey’s Black Bottom                        | 5  | 0 |
| Sound of Metal                                  | 4  | 2 |
| David Copperfield – Einmal Reichtum und zurück  | 4  | 1 |
| Neues aus der Welt                              | 4  | 0 |
| The Prom                                        | 4  | 0 |
| Borat Anschluss Moviefilm                       | 3  | 2 |
| Du hast das Leben vor dir                       | 3  | 1 |
| Promising Young Woman                           | 3  | 1 |
| Hamilton                                        | 3  | 0 |
| Mulan                                           | 3  | 0 |
| On the Rocks                                    | 3  | 0 |
| Palm Springs                                    | 3  | 0 |
| Da 5 Bloods                                     | 2  | 1 |
| Birds of Prey: The Emancipation of Harley Quinn | 2  | 0 |
| Die bunte Seite des Monds                       | 2  | 0 |
| Emma                                            | 2  | 0 |
| Pieces of a Woman                               | 2  | 0 |
| Soul                                            | 2  | 0 |

### Bester Film – Drama
Nomadland
The Father
Ma Rainey’s Black Bottom
Minari – Wo wir Wurzeln schlagen (Minari)
Miss Juneteenth
One Night in Miami
Promising Young Woman
Sound of Metal
Tenet
The Trial of the Chicago 7

### Bester Film – Komödie oder Musical
Mein 40-jähriges Ich (The Forty-Year-Old Version)
Borat Anschluss Moviefilm (Borat Subsequent Moviefilm)
Hamilton
On the Rocks
Palm Springs
David Copperfield – Einmal Reichtum und zurück (The Personal History of David Copperfield)

### Bester Hauptdarsteller – Drama
Riz Ahmed – Sound of Metal
Chadwick Boseman – Ma Rainey’s Black Bottom
Anthony Hopkins – The Father
Delroy Lindo – Da 5 Bloods
Gary Oldman – Mank
Steven Yeun – Minari – Wo wir Wurzeln schlagen (Minari)

### Beste Hauptdarstellerin – Drama
Frances McDormand – Nomadland
Viola Davis – Ma Rainey’s Black Bottom
Vanessa Kirby – Pieces of a Woman
Sophia Loren – Du hast das Leben vor dir (La vita davanti a sé)
Carey Mulligan – Promising Young Woman
Kate Winslet – Ammonite

### Bester Hauptdarsteller – Komödie oder Musical
Sacha Baron Cohen – Borat Anschluss Moviefilm (Borat Subsequent Moviefilm)
Lin-Manuel Miranda – Hamilton
Leslie Odom Jr. – Hamilton
Dev Patel – David Copperfield – Einmal Reichtum und zurück (The Personal History of David Copperfield)
Andy Samberg – Palm Springs

### Beste Hauptdarstellerin – Komödie oder Musical
Marija Bakalowa – Borat Anschluss Moviefilm (Borat Subsequent Moviefilm)
Rashida Jones – On the Rocks
Michelle Pfeiffer – French Exit
Margot Robbie – Birds of Prey: The Emancipation of Harley Quinn (Birds of Prey)
Meryl Streep – The Prom
Anya Taylor-Joy – Emma

### Bester Nebendarsteller
Chadwick Boseman – Da 5 Bloods
Sacha Baron Cohen – The Trial of the Chicago 7
Kingsley Ben-Adir – One Night in Miami
Brian Dennehy – Driveways
Bill Murray – On the Rocks
David Strathairn – Nomadland

### Beste Nebendarstellerin
Amanda Seyfried – Mank
Ellen Burstyn – Pieces of a Woman
Olivia Colman – The Father
Nicole Kidman – The Prom
Youn Yuh-jung – Minari – Wo wir Wurzeln schlagen (Minari)
Helena Zengel – Neues aus der Welt (News of the World)

### Bester fremdsprachiger Film
La Llorona (Guatemala)
Der Rausch (Druk) (Dänemark)
Atlantis (Ukraine)
I’m No Longer Here (Ya no estoy aquí) (Mexiko)
Jallikattu (Indien)
Schwesterlein (Schweiz)
A Sun (Yángguāng Pǔzhào 陽光普照) (Taiwan)
Tove (Finnland)
Wir beide (Deux) (Frankreich)

### Bester Film – Animation oder Mixed Media
Wolfwalkers
Accidental Luxuriance of the Translucent Watery Rebus
Demon Slayer: Kimetsu no Yaiba the Movie: Mugen Train (Gekijō-ban „Kimetsu no Yaiba“ Mugen Ressha-hen 劇場版「鬼滅の刃 無限列車編)
No.7 Cherry Lane (Jìyuántái qihào 繼園臺七號)
Die bunte Seite des Monds (Over the Moon)
Soul

### Bester Dokumentarfilm
Kollektiv – Korruption tötet (Colectiv)
Acasa, My Home
Circus of Books
Coup 53
Sommer der Krüppelbewegung (Crip Camp)
The Dissident
Gunda
MLK/FBI
A Most Beautiful Thing
The Truffle Hunters

### Bester Regisseur
Chloé Zhao – Nomadland
Lee Isaac Chung – Minari – Wo wir Wurzeln schlagen (Minari)
David Fincher – Mank
Darius Marder – Sound of Metal
Aaron Sorkin – The Trial of the Chicago 7
Florian Zeller – The Father

### Bestes Originaldrehbuch
Promising Young Woman – Emerald Fennell
Mank – Jack Fincher
Minari – Wo wir Wurzeln schlagen (Minari) – Lee Isaac Chung
Palm Springs – Andy Siara
Soul – Pete Docter, Mike Jones, Kemp Powers
The Trial of the Chicago 7 – Aaron Sorkin

### Bestes adaptiertes Drehbuch
The Father – Christopher Hampton, Florian Zeller
Du hast das Leben vor dir (La vita davanti a sé) – Edoardo Ponti
Ma Rainey’s Black Bottom – Ruben Santiago-Hudson
Neues aus der Welt (News of the World) – Luke Davies, Paul Greengrass
Nomadland – Jessica Bruder, Chloé Zhao
One Night in Miami – Kemp Powers

### Beste Filmmusik
The Midnight Sky – Alexandre Desplat
Mank – Trent Reznor, Atticus Ross
Minari – Wo wir Wurzeln schlagen (Minari) – Emile Mosseri
Neues aus der Welt (News of the World) – James Newton Howard
One Night in Miami – Terence Blanchard
Tenet – Ludwig Göransson

### Bester Filmsong
„Io sì (Seen)“ (von Niccolò Agliardi, Laura Pausini und Diane Warren) – Du hast das Leben vor dir (La vita davanti a sé)
„Everybody Cries“ (von Larry Groupé, Rod Lurie und Rita Wilson) ― The Outpost – Überleben ist alles (The Outpost)
„Hear My Voice“ (von Daniel Pemberton und Celeste Waite) – The Trial of the Chicago 7
„The Other Side“ (von Justin Timberlake) – Trolls 2 – Trolls World Tour (Trolls World Tour)
„Rocket to the Moon“ (von Christopher Curtis, Marjorie Duffield und Helen Park) – Die bunte Seite des Monds (Over the Moon)
„Speak Now“ (von Sam Ashworth und Leslie Odom Jr.) – One Night in Miami

### Beste Kamera
Mank – Erik Messerschmidt
The Midnight Sky – Martin Ruhe
Neues aus der Welt (News of the World) – Dariusz Wolski
Nomadland – Joshua James Richards
One Night in Miami – Tami Reiker
Tenet – Hoyte van Hoytema

### Beste visuelle Effekte
Tenet – Andrew Jackson
Birds of Prey: The Emancipation of Harley Quinn (Birds of Prey) – Thrain Shadbolt, Kevin Souls
Greyhound – Schlacht im Atlantik (Greyhound) – Pete Bebb, Nathan McGuinness
Mank – Mathew Cowie, Erin Dusseault, Pablo Helman, Flannery Huntley
The Midnight Sky – Mark Bakowski, Jill Brooks, Georgina Street
Mulan – Sean Andrew Faden

### Bester Filmschnitt
The Trial of the Chicago 7 – Alan Baumgarten
The Father – Yorgos Lamprinos
Mank – Kirk Baxter
Minari – Wo wir Wurzeln schlagen (Minari) – Harry Yoon
Nomadland – Chloé Zhao
One Night in Miami – Tariq Anwar

### Bester Tonschnitt
Sound of Metal – Jaime Baksht, Nicolas Becker, Phillip Bladh, Carlos Cortés, Michelle Couttolenc, Carolina Santana
Mank – Ren Klyce, Drew Kunin, Jeremy Molod, Nathan Nance, David Parker
The Midnight Sky – Todd Beckett, Danny Hambrook, Dan Hiland, Bjorn Ole Schroeder, Randy Thom
Nomadland – Sergio Díaz, Zach Seivers, M. Wolf Snyder
The Prom – David Giammarco, Gary Megregian, Steven A. Morrow, Mark Paterson
Tenet – Willie D. Burton, Richard King, Kevin O’Connell, Gary Rizzo

### Bestes Szenenbild
Mank – Donald Graham Burt, Chris Craine, Jan Pascale, Dan Webster
The Midnight Sky – James D. Bissell, John Bush
Mulan – Anne Kuljian, Grant Major
One Night in Miami – Page Buckner, Barry Robinson, Mark Zuelzke
David Copperfield – Einmal Reichtum und zurück (The Personal History of David Copperfield) – Cristina Casali, Charlotte Watts
The Prom – Jamie Walker McCall, Gene Serdena

### Bestes Kostümdesign
David Copperfield – Einmal Reichtum und zurück (The Personal History of David Copperfield) – Suzie Harman, Robert Worley
Emma – Alexandra Byrne
Mank – Trish Summerville
Ma Rainey’s Black Bottom – Ann Roth
Mulan – Bina Daigeler
One Night in Miami – Francine Jamison-Tanchuck

### Bestes Ensemble
The Trial of the Chicago 7

## Gewinner und Nominierte im Bereich Fernsehen
| Serie              | N | A |
| ------------------ | - | - |
| The Crown          | 6 | 1 |
| The Undoing        | 5 | 0 |
| The Good Lord Bird | 4 | 3 |
| Ozark              | 4 | 0 |
| Mrs. America       | 3 | 2 |
| Schitt’s Creek     | 3 | 2 |
| Unorthodox         | 3 | 1 |
| Billions           | 3 | 0 |
| Dead to Me         | 3 | 0 |
| Fargo              | 3 | 0 |
| Small Axe          | 3 | 0 |
| Better Call Saul   | 2 | 2 |
| The Great          | 2 | 1 |
| Bad Education      | 2 | 0 |
| Bridgerton         | 2 | 0 |
| Das Damengambit    | 2 | 0 |
| Insecure           | 2 | 0 |
| Killing Eve        | 2 | 0 |
| Ramy               | 2 | 0 |
| Your Honor         | 2 | 0 |

### Beste Fernsehserie (Drama)
Better Call Saul
Billions
The Crown
Killing Eve
Ozark
P-Valley

### Beste Fernsehserie (Komödie/Musical)
Schitt’s Creek
The Boys
Dead to Me
Insecure
Ramy
What We Do in the Shadows

### Beste Genre-Serie
Spuk in Bly Manor (The Haunting of Bly Manor)
Evil
His Dark Materials
The Mandalorian
The Outsider
Pennyworth

### Beste Miniserie
The Good Lord Bird
Mrs. America
Normal People
Das Damengambit (The Queen’s Gambit)
Small Axe
The Undoing
Unorthodox

### Bester Fernsehfilm
The Clark Sisters: First Ladies of Gospel
Bad Education
Sylvie’s Love
Uncle Frank

### Bester Darsteller in einer Serie (Drama/Genre)
Bob Odenkirk – Better Call Saul
Jason Bateman – Ozark
Damian Lewis – Billions
Tobias Menzies – The Crown
Regé-Jean Page – Bridgerton
Matthew Rhys – Perry Mason

### Beste Darstellerin in einer Serie (Drama/Genre)
Olivia Colman – The Crown
Caitriona Balfe – Outlander
Phoebe Dynevor – Bridgerton
Laura Linney – Ozark
Sandra Oh – Killing Eve
Maggie Siff – Billions

### Bester Darsteller in einer Serie (Komödie/Musical)
Eugene Levy – Schitt’s Creek
Dave Burd – Dave
Ricky Gervais – After Life
Nicholas Hoult – The Great
Jason Sudeikis – Ted Lasso
Ramy Youssef – Ramy

### Beste Darstellerin in einer Serie (Komödie/Musical)
Elle Fanning – The Great
Christina Applegate – Dead to Me
Linda Cardellini – Dead to Me
Zoe Kravitz – High Fidelity
Catherine O’Hara – Schitt’s Creek
Issa Rae – Insecure

### Bester Darsteller in einer Miniserie oder einem Fernsehfilm
Ethan Hawke – The Good Lord Bird
John Boyega – Small Axe
Bryan Cranston – Your Honor
Hugh Grant – The Undoing
Hugh Jackman – Bad Education
Chris Rock – Fargo
Mark Ruffalo – I Know This Much Is True

### Beste Darstellerin in einer Miniserie oder einem Fernsehfilm
Cate Blanchett – Mrs. America
Shira Haas – Unorthodox
Nicole Kidman – The Undoing
Anya Taylor-Joy – Das Damengambit (The Queen’s Gambit)
Letitia Wright – Small Axe
Zendaya – Euphoria

### Bester Nebendarsteller in einer Serie, Miniserie oder einem Fernsehfilm
Jeff Wilbusch – Unorthodox
Joshua Caleb Johnson – The Good Lord Bird
Josh O’Connor – The Crown
Tom Pelphrey – Ozark
Donald Sutherland – The Undoing
Ben Whishaw – Fargo

### Beste Nebendarstellerin in einer Serie, Miniserie oder einem Fernsehfilm
Tracey Ullman – Mrs. America
Gillian Anderson – The Crown
Jessie Buckley – Fargo
Emma Corrin – The Crown
Hope Davis – Your Honor
Noma Dumezweni – The Undoing

### Bestes Ensemble
The Good Lord Bird